# Districte de Fraubrunnen

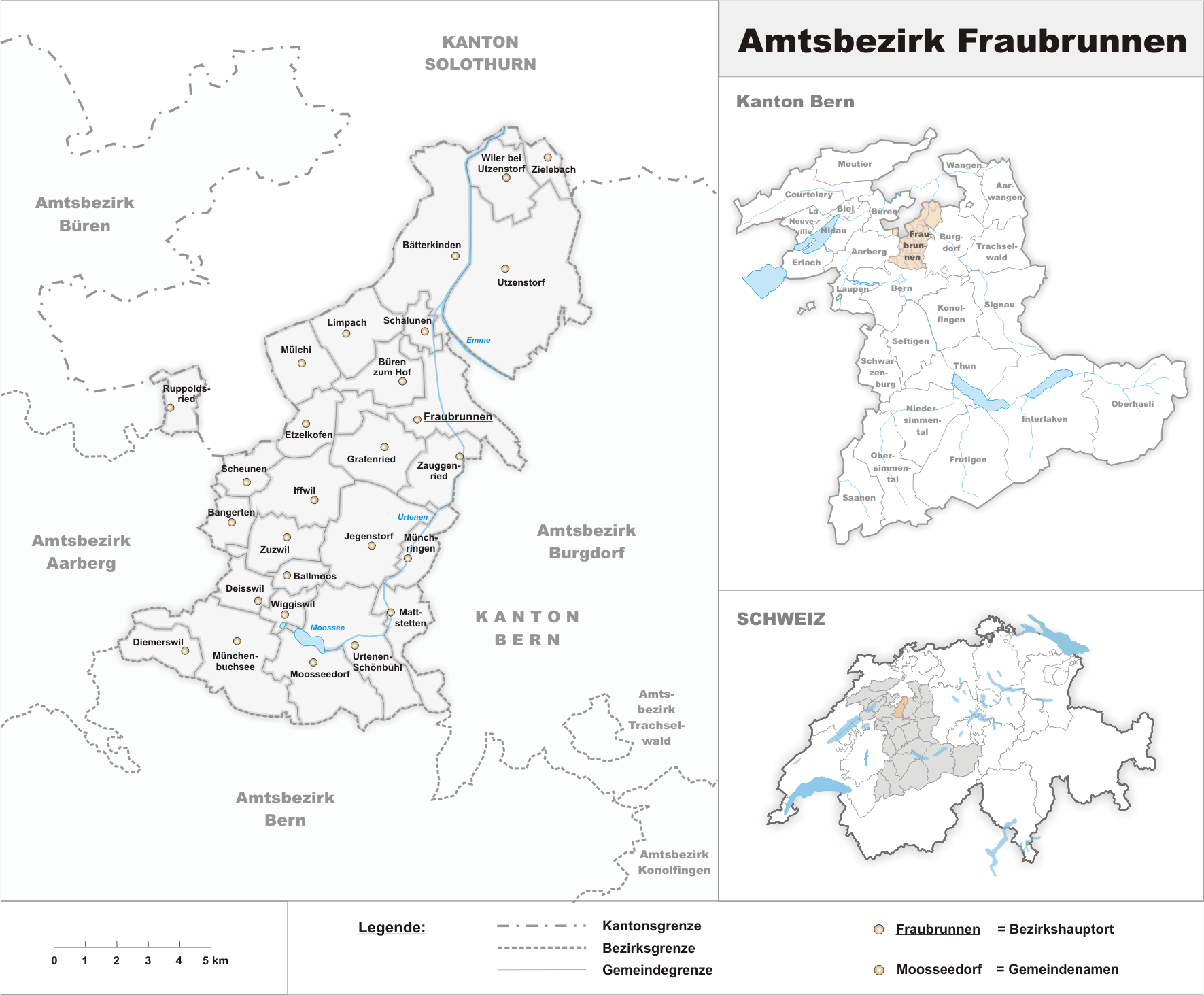
El districte de Fraubrunnen

El districte de Fraubrunnen  és un dels 26 districtes del Cantó de Berna (Suïssa), té 38895 habitants (cens de 2007) i una superfície de 124 km². El cap del districte és Fraubrunnen està format per 27 municipis. Es tracta d'un districte amb l'alemany com a llengua oficial.

## Municipis
| Municipi                    | Habitants (31. Dez. 2007) | Superfície en km² |
| --------------------------- | ------------------------- | ----------------- |
| Ballmoos                    | 55                        | 1.5               |
| Bangerten                   | 154                       | 2.2               |
| Bätterkinden                | 2867                      | 10.1              |
| Büren zum Hof               | 463                       | 3.5               |
| Deisswil bei Münchenbuchsee | 93                        | 2.1               |
| Diemerswil                  | 204                       | 2.8               |
| Etzelkofen                  | 319                       | 2.8               |
| Fraubrunnen                 | 1741                      | 7.7               |
| Grafenried                  | 947                       | 4.7               |
| Iffwil                      | 411                       | 5.0               |
| Jegenstorf                  | 4453                      | 7.4               |
| Limpach                     | 338                       | 4.4               |
| Mattstetten                 | 581                       | 3.8               |
| Moosseedorf                 | 3554                      | 6.3               |
| Mülchi                      | 253                       | 3.8               |
| Münchenbuchsee              | 9603                      | 8.9               |
| Münchringen                 | 566                       | 2.4               |
| Ruppoldsried                | 265                       | 2.2               |
| Schalunen                   | 383                       | 1.4               |
| Scheunen                    | 70                        | 2.                |
| Urtenen-Schönbühl           | 5450                      | 7.2               |
| Utzenstorf                  | 4053                      | 17.0              |
| Wiggiswil                   | 105                       | 1.4               |
| Wiler bei Utzenstorf        | 801                       | 3.8               |
| Zauggenried                 | 323                       | 3.7               |
| Zielebach                   | 328                       | 1.9               |
| Zuzwil                      | 515                       | 3.5               |
| Total (27)                  | 38'895                    | 123.5             |